# Cantón de Lille-Sureste
El cantón de Lille-Sureste era una división administrativa francesa, que estaba situada en el departamento de Norte y la región de Norte-Paso de Calais.

## Composición
El cantón estaba formado por tres comunas, más una fracción de la comuna que le daba su nombre:
- Faches-Thumesnil
- Lezennes
- Lille (fracción)
- Ronchin

## Supresión del cantón de Lille-Sureste
En aplicación del Decreto nº 2014-167 de 17 de febrero de 2014, el cantón de Lille-Sureste fue suprimido el 22 de marzo de 2015 y sus 4 comunas pasaron a formar parte; dos del nuevo cantón de Lille-4, una del nuevo cantón de Faches-Thumesnil y la fracción de la comuna que le daba su nombre se unió con las demás fracciones para que, por medio de una reestructuración cantonal, fueran creados los nuevos cantones de Lille-1, Lille-2, Lille-3, Lille-4, Lille-5 y Lille-6.